# 防具

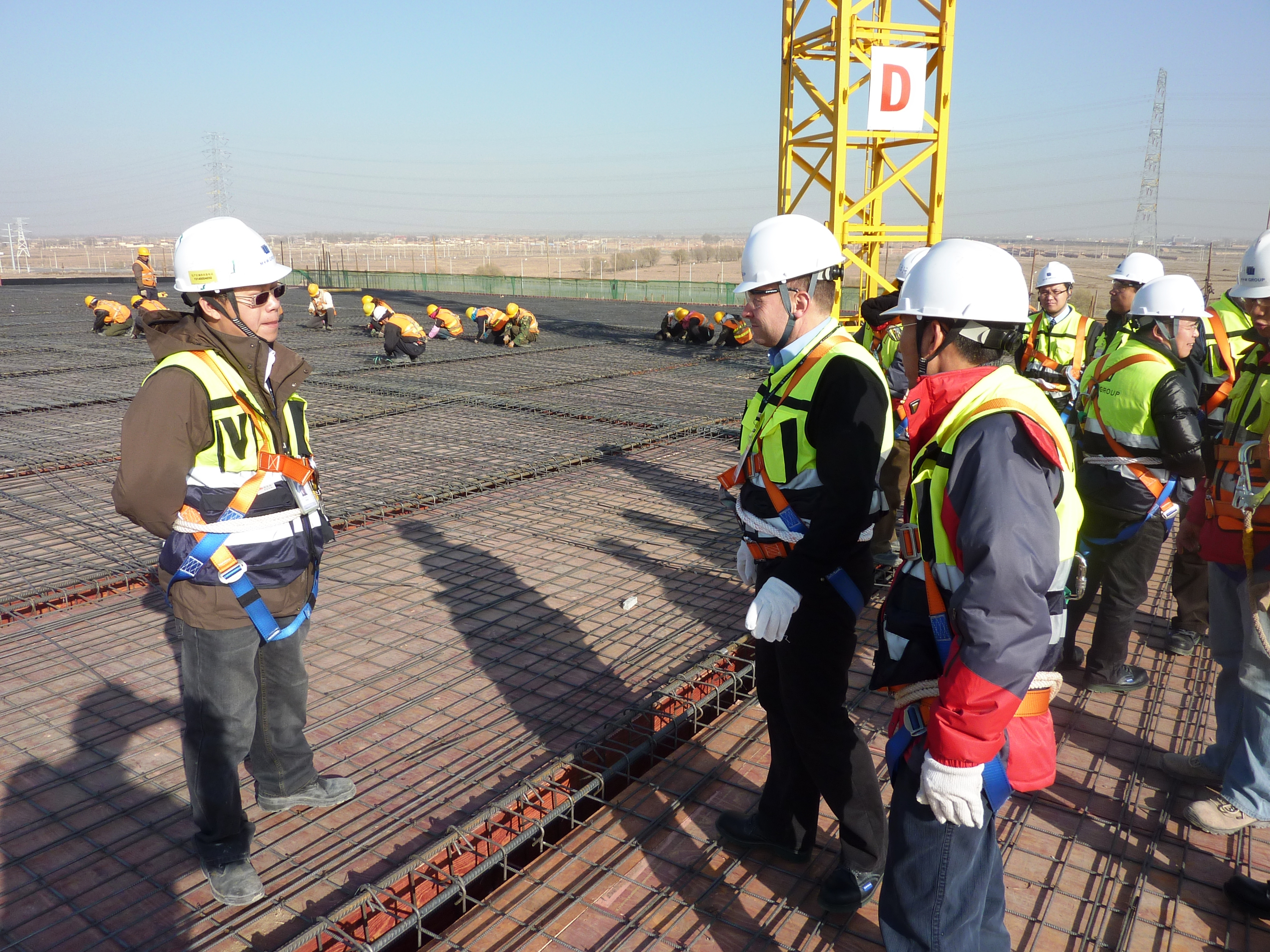
施工现场的安全设备和监督人员指示

防具，或称个人防护装备（英語：Personal Protective Equipment，简称PPE），是用于保护佩戴者身体不受创伤或感染威胁的保护服装、头盔、护目镜等器件和装备。防具能应付的危害包括物理性危害、电危害、化学危害、生物性危害和悬浮粒子。防具可出于职业安全目的而穿着，也可以用于体育运动或其他休闲活动。其中，“防护服装”适用于一般的服装类别，而“防护装备”则指护垫、护板、盾牌、面具等物件。防具的外观类似于无尘服。
防具的目的是在工程控制和管理控制手段减少员工暴露于危害的风险，将危险水平降至可控范围。危害出现时需要使用防具。防具存在严重的局限性，不能从根本上消除危害，而且如果防具如果有破损，可能会导致员工受到危害。。
任何防具都会在佩戴者或使用者与工作环境设立屏障，这也给佩戴者造成了额外的压力，损伤工作能力，造成极大的不适。上述因素可能会影响佩戴者正确使用防具，从而使他们面临着受伤、患病或处在极端环境下乃至死亡的风险。良好的人体工程学设计可将这些障碍最小化，从而确保佩戴者正确使用防具，保障个人安全和健康的工作环境。
职业安全与健康措施可用于危害控制和干预措施，从而减轻对工作者安全和生活质量构成威胁的工作场所的危害。危害控制层级按照绝对风险的降低程度排列了不同的危害控制手段，提供了政策框架。其中，位于最高层级的是灾害消除和灾害替代，即彻底消除危害或用更安全的替代品取代危害。若消除或替代手段无法使用，就要考虑旨在设计更安全的机制及教导更安全的人类行为的工程控制和管理控制。由于工作者凭借着保护屏障，经常要暴露在危害中，因此防具位于最低的层级。控制层级非常重要，让人意识到尽管防具用途巨大，但就工人安全而言，并不是理想的控制机制。

## 历史

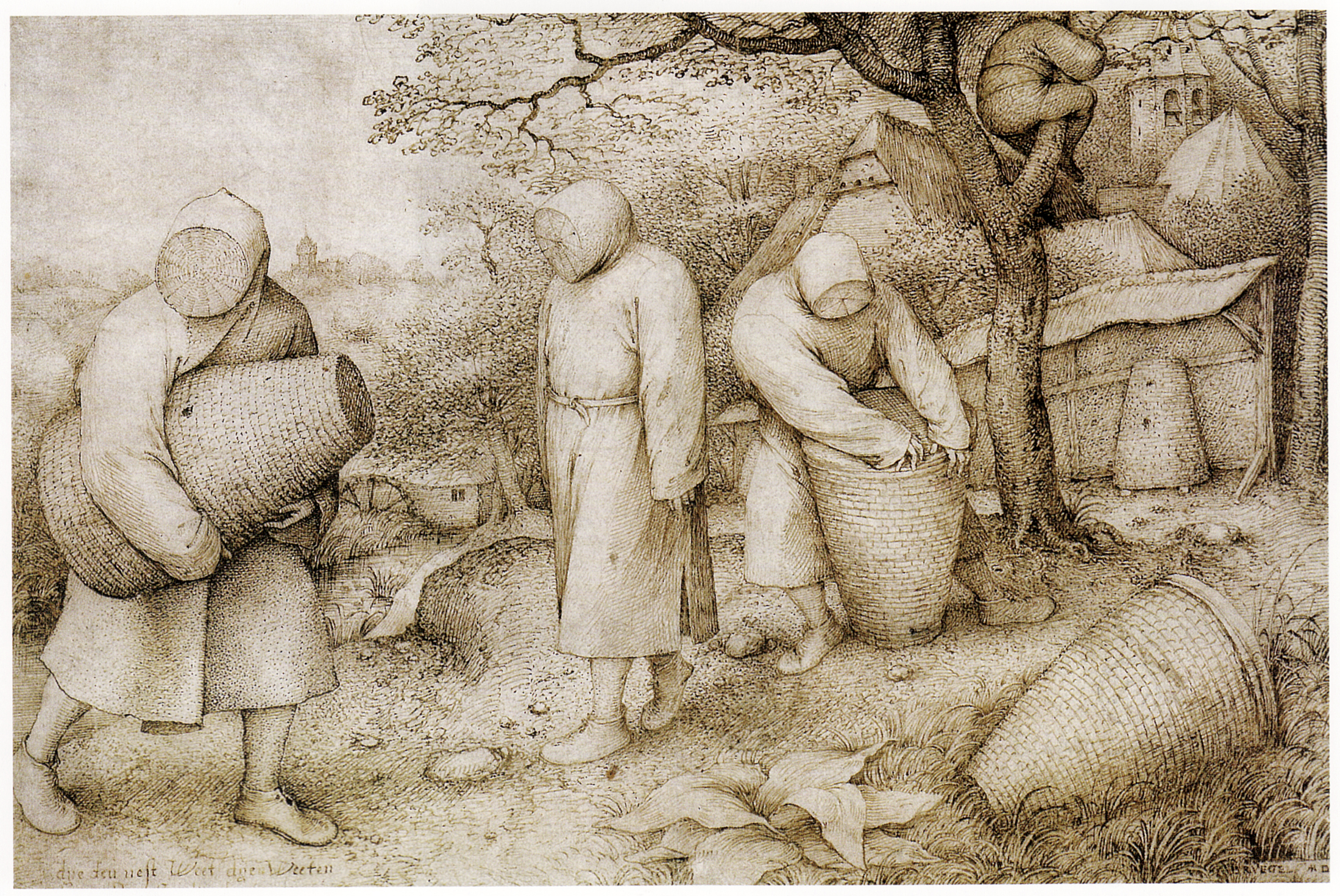
老彼得·勃鲁盖尔于1568年创作的养蜂人穿防护服的油画。

早期的防具，诸如盔甲、靴子和手套，旨在保护佩戴者的身体不受伤害。16世纪欧洲的瘟疫医生在处理鼠疫病人时为防止传染，会穿着由连体服、头盔、玻璃眼罩、手套和靴子组成的防护服（参见瘟疫医生服装）。这种服装用被蜡包裹的厚实材料制造，可以防水。喙状结构的面罩装满了香气扑鼻的花朵、草药和香料，可以用来驱散被前科学认为是在空中传播疾病的腐败味道，即瘴气。到了近代，普遍认为具有科技含量的个人防护装备始于伍连德于1910－1911年東北鼠疫期间推广的布口罩，尽管部分西方医学家怀疑口罩在预防疾病传播方面的功效。

## 种类
防具可按照所保护人体部位、使用灾害类型及器件或配件的类型进行归类。单个配件，例如靴子，可以提供不同类型的防护：钢制的脚趾帽和鞋垫可保护双脚不被压伤或刺穿、防渗橡胶和衬里可防止水和化学物质侵入、高反射率和耐热性能可阻挡防止辐射热、高电导率可防止电击。每种防具的防护属性须与可能在工作场所中出现的危害进行比较。更加透气的防具可能会招致更多的污染，但会给使用者更大的舒适感。

### 呼吸器

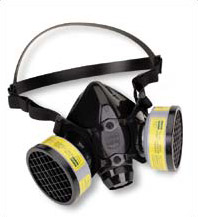
空气净化型面罩

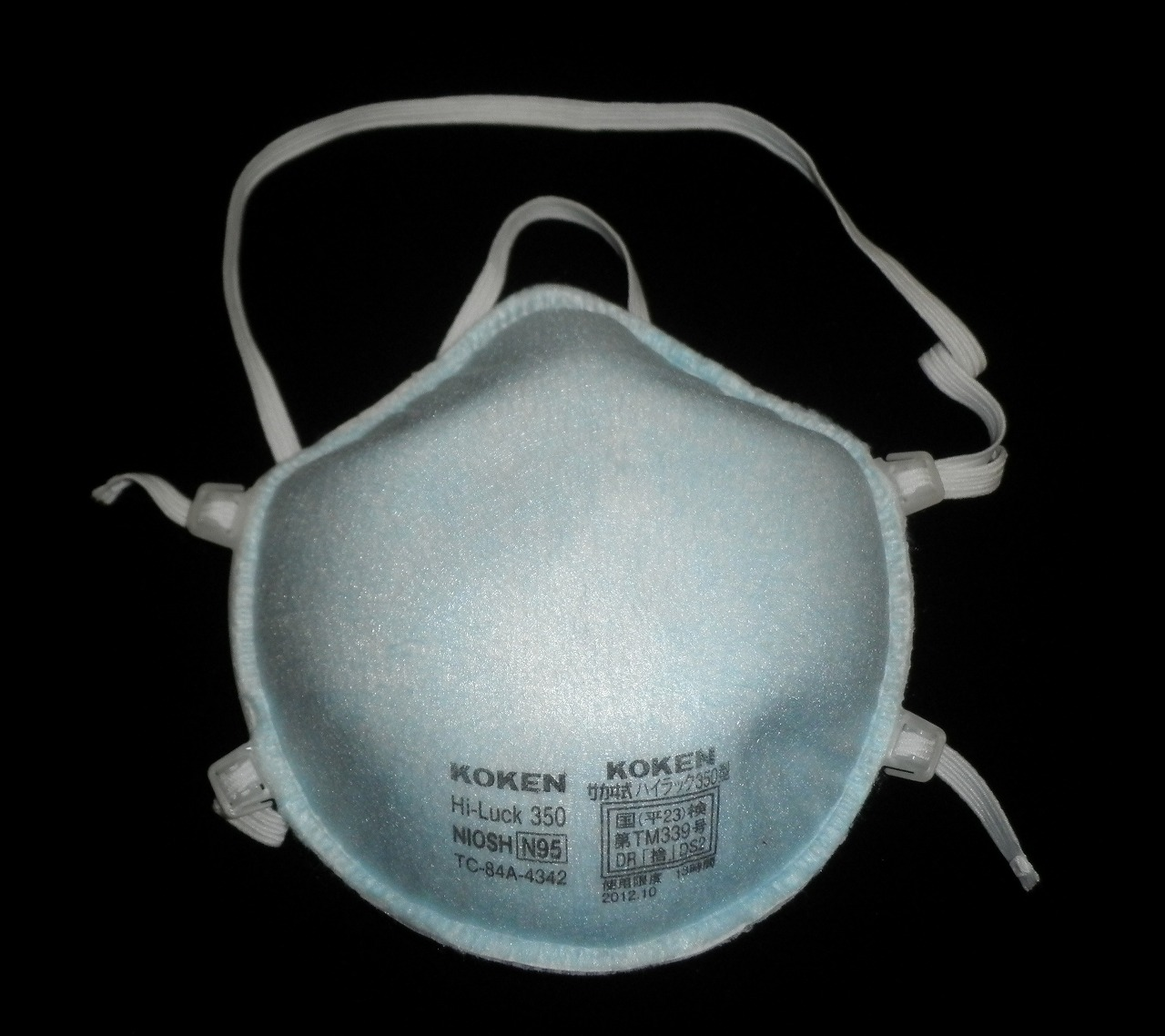
N95口罩

呼吸器用于保护使用者不吸入空气中的污染物，继而保护呼吸道的健康。呼吸器有两种。一种用于过滤佩戴者吸入空气中的化学物质、毒气或悬浮粒子。过滤器可以是被动的，或是电动的。防毒面具和口罩（如N95口罩）便属于这一类。另一种呼吸器会从其他来源提供洁净、可呼吸的空气。航班氧气面罩和自给式呼吸器便属于此类。在通风不良或其他工程控制系统不可行或不充分的环境中工作要依靠呼吸器。
外科口罩也属于防具，但由于无法阻挡亚微米颗粒通过、口罩边缘空气流动不受限制，不属于呼吸器。

### 皮肤防护

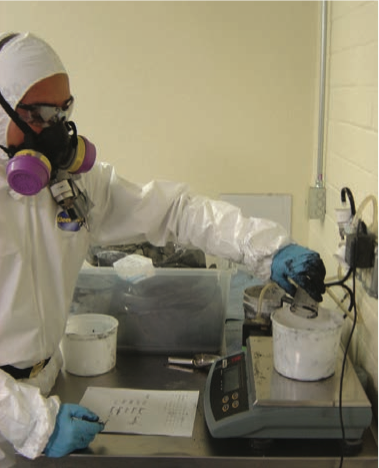
为碳纳米管称重的工作人员穿着口罩、实验服和医用手套。

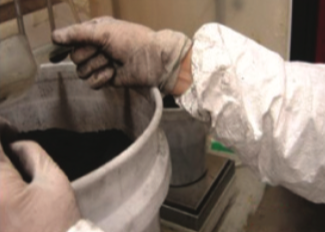
防具的错误使用。手套和实验服之间的间隙让手腕暴露在有害物质中。

接觸性皮炎、皮肤癌等职业病，以及其他皮肤疾病和感染是第二常见的职业病，治疗费用往往高昂。导致职业性皮肤病的皮肤危害可分为四类。化学试剂可以通过直接接触被污染的表面、气溶胶沉积、浸入或飞溅而与皮肤接触。而皮肤长期暴露于极端气温和紫外线，或太阳辐射，也可能受损。机械伤害回以摩擦、压力、擦伤、割伤和挫伤的形式发生。寄生虫、微生物、动植物等生物介质对暴露皮肤产生的影响各有不同。
在皮肤和暴露介质之间充当屏障的防具都可以被认为是皮肤防护。由于许多工作需要依靠手来完成，手套是提供皮肤防护的关键用具。一般用作防具的手套包括醫用手套、防割手套、电锯手套和耐热手套。至于体育运动和其他休闲活动，通常使用不同的手套来防护机械伤害。
许多流动工人需要接受热相关疾病的防具培训。根据研究结果，热安全教育方面的一些潜在差距。虽然一些农场工人表示接受了关于农药安全的有限培训，但新进来的农民工人群体还可以收到有关预防热相关疾病的视频和现场培训。这些针对农场工人的教育计划最有效，基于健康行为理论，使用成人学习原则并培训员培训的方法。

### 眼部防护

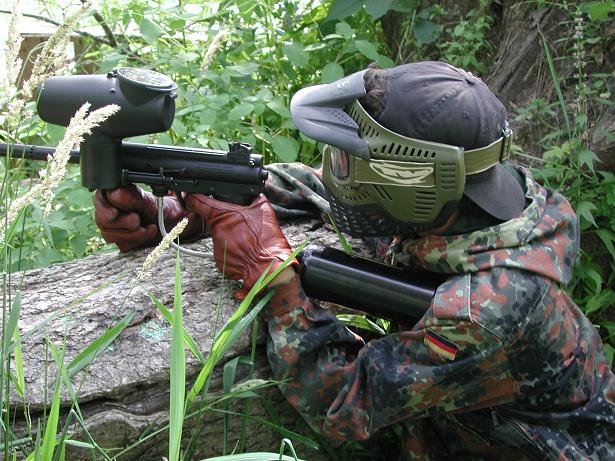
彩弹射击运动员戴适当的护目镜以防撞击。

每天，大约2000名美国工人遭受与工作有关的眼部受伤，需要医疗救助。眼睛受伤会以多种形式出现。大多数眼部受伤在诸如金属碎片、木屑、沙子或水泥屑之类的固体颗粒进入眼睛时发生。以烟形式出现的小粒子，以及较大的颗粒（例如碎玻璃）也是造成眼睛受伤的颗粒物。眼部接触过过度的力量时，会出现钝力外伤。来自焊炬和紫外线等来源的化学灼伤、生物制剂和导热剂也会造成职业性眼部伤害。
尽管每个职业所需的眼部防护有所不同，所提供的安全防护是一样的。安全眼镜可防止外部杂物进入，而加上环绕式设计或侧面防护罩可提供侧面保护。
- 护目镜可以提供比安全眼镜更佳的防护，有效防止化学飞溅、撞击、多尘环境和焊接对眼睛造成伤害[11]。使用气流较大的护目镜可防止起雾[11]。、
- 面罩可提供额外的防护，在戴在标准眼睛上，提供冲击、化学品和血液传播的危害[11]
- 在同样需要呼吸防护的情况下，全罩式呼吸器被认为是最佳的眼睛防护形式，但对潜在的眼部冲击危害可能不太有效[11]。
- 各种焊接眼部防护会有不同程度的阴影，取决于具体的作业[11]

### 听力防护
工业噪音由于肉眼不可见，一般被视为职业危害。总体上看，美国每年约有2200万工人暴露于潜在的有害噪声水平。职业性听力损伤占2007年所有职业疾病的14％，约有23,000例病例足以引起永久性听力障碍。在职业性听力损伤病例中，约有82％发生在制造业的工人中。在美国，职业安全与健康管理局设立职业噪音暴露标准。美国国家职业安全卫生研究所建议工人在八小时内的噪音暴露水平应降低到相当于85 dBA的水平，以减少职业噪声引起的听力损失。
防具中的听力防护装备包括耳塞和耳罩。长期接受噪声超过职业安全卫生研究所建议水平的工人，应由雇主提供听力保护，而这也是一种低成本的干预措施。听力保护适应性测试系统可客观地测量个人衰减等级。听力保护的效果因在培训中接受到使用方法而不同。

### 防护服和套装

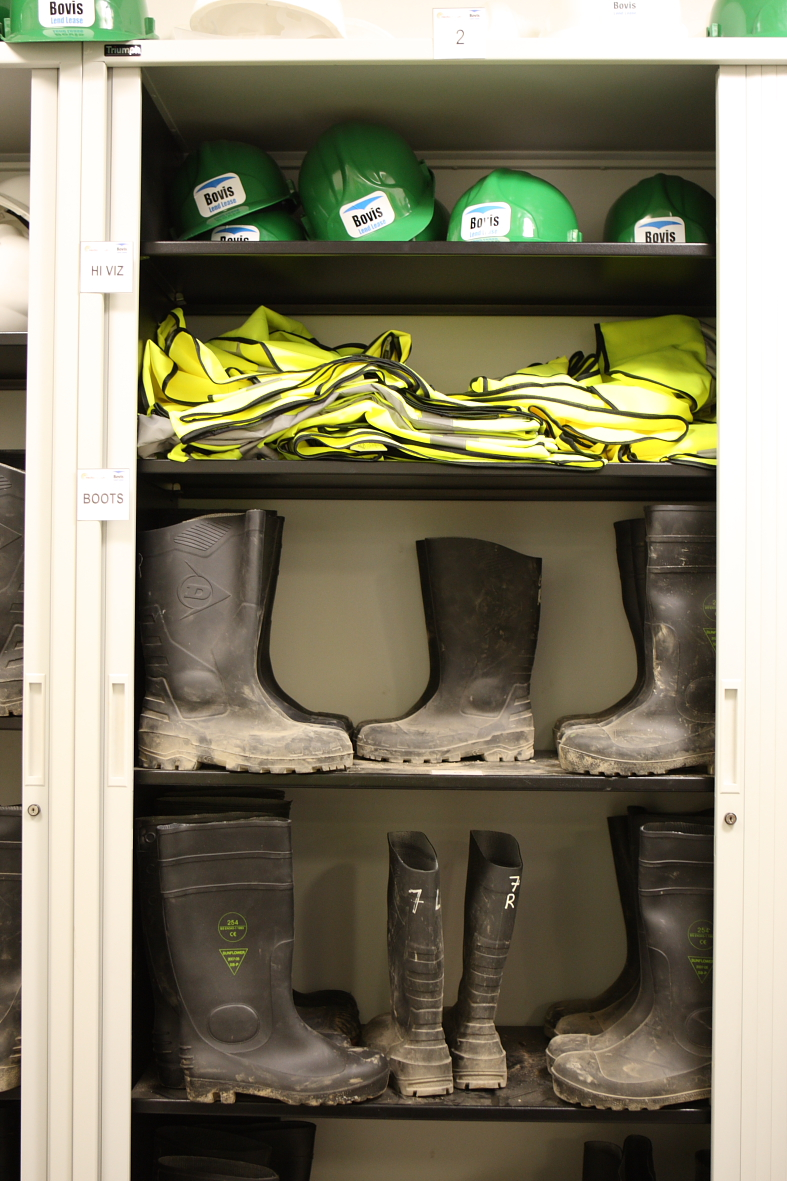
放着防具的储物柜

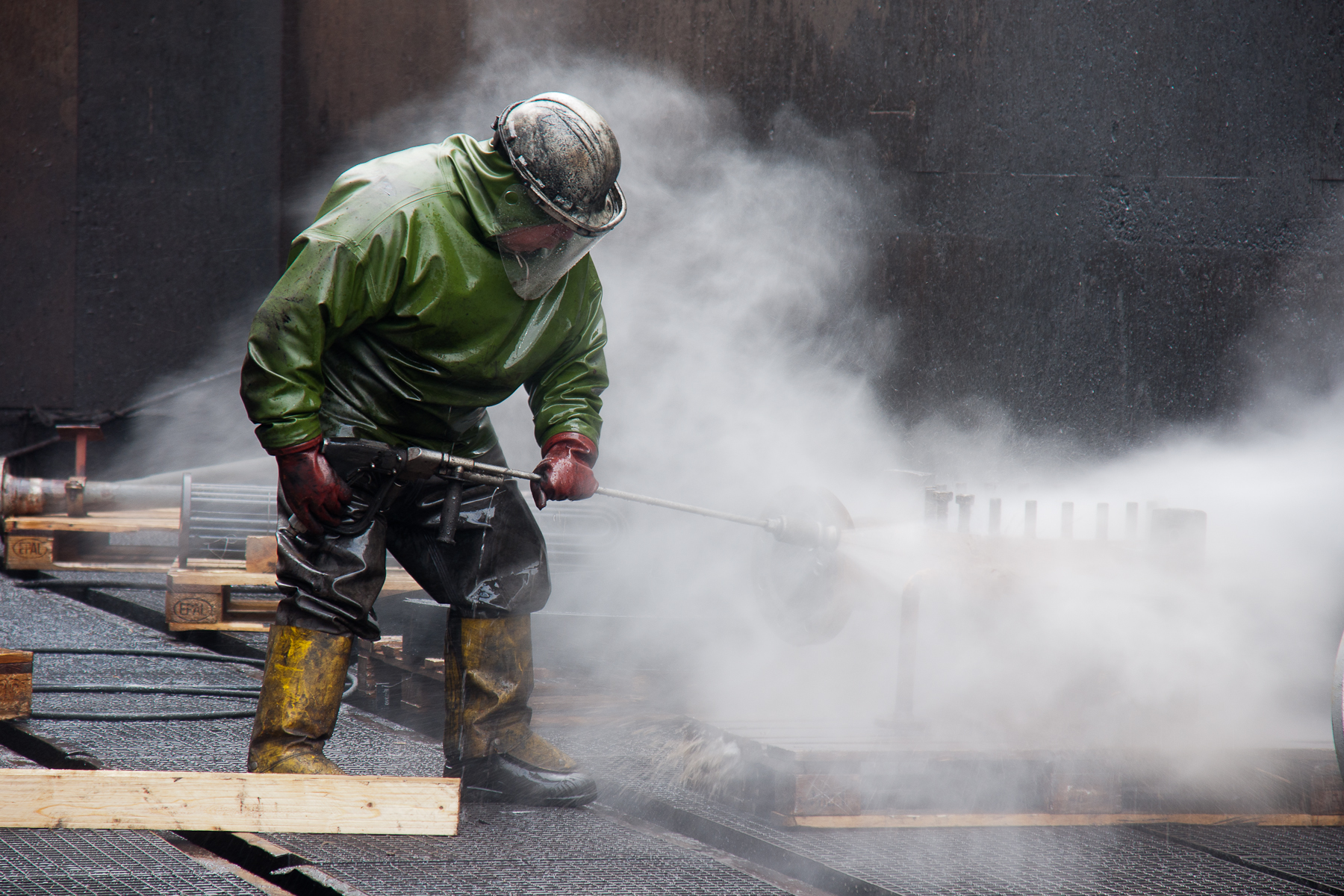
用于高压清洁工作的全套防护服

此种防具为全包围结构，指保护使用者免受伤害的各种套装和制服。科学家穿的实验袍和执法人员穿的防弹背心由于是定期装备，不属于此类。然而连着穿上的整套防具属于此类。

#### 套装
下列为防具套装，在特定职业或任务中同时穿着，能为使用者提供最大防护。
- 医生和护士等人使用的医用服装（英语：PPE gowns）（尤其是在2019冠状病毒病疫情期间）
- 电锯保护服（英语：chainsaw safety clothing）（尤其是带面罩的头盔、听力保护、克維拉皮裤（英语：chaps）、防震手套和靴子（英语：Chainsaw safety clothing#Boots））
- 养蜂人穿着各种防护装备，取决于蜜蜂的脾气和蜜蜂对花蜜采集的反应。多数养蜂人至少戴一顶宽边帽子和用细网眼制成的面纱。更高级的防护包括长皮手套和防止蜜蜂爬到裤子腿上的装备。在极端条件下，特制的衬衫和裤子可防止蜜蜂刺伤。
- 用于潜水的装备（英语：Diving equipment）包括潜水头盔（英语：Diving helmet）或潜水面镜、水肺装备和潜水服。
- 消防员穿着的防具旨在提供防火、防各种烟尘和气体的保护。消防员所用的防具包括防火服（英语：Bunker gear）、自给式呼吸器（英语：self-contained breathing apparatus）、头盔、安全靴（英语：steel-toe boot）和个人安全警报系统设备（英语：PASS device）。

#### 运动
参加运动的人经常戴防护装备。针对职业运动员（例如國家美式橄欖球聯盟球员）所受伤害而进行的研究质疑目前防具的有效性。

## 定义局限性

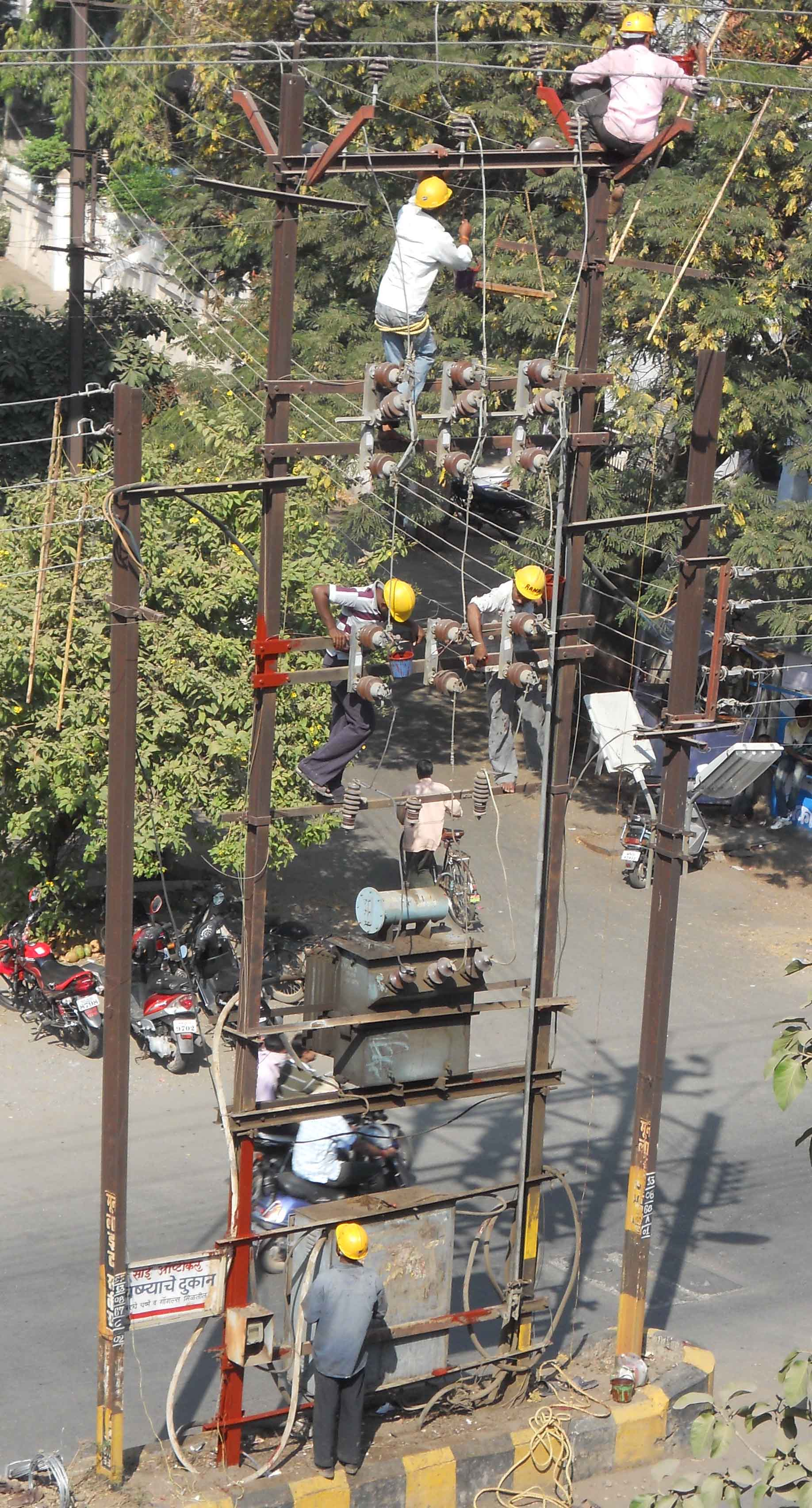
安装电线杆的工人穿着防具。尽管有基本的头部保护功能，但没有工程落物保护系统。

各地对防具的定义有所不同。美国各州对防具的法律有差别。2011年，艾滋病保健基金会起诉《好色客》及其他成人电影制片公司违反了加利福尼亚州职业安全与健康管理局所制定的工作场所安全规定。成人电影演员没有使用避孕套，违反了加州职业安全局的血液传播病原体计划及个人防具规定。该例子表明防具可以覆盖全美国的各种职业，并且具有广泛的定义。

## 研究
随机对照试验和模拟研究可用于决定预防医护工作者感染传染病的最有效防具。有低质量的证据支持对防具进行改善或修改可帮助减少传染。例子包括在口罩或手套上增加易于脱除的标签、将防护服设计为可将手套同时脱掉的款式。此外，鲜有证据表明以下的防具用法可减少污染并提高对防具规程的遵守程度：佩戴双层手套、遵循由疾病预防控制中心等机构指定的脱除程序、在防具脱除过程中提供话语执导。